# 主序轉折點

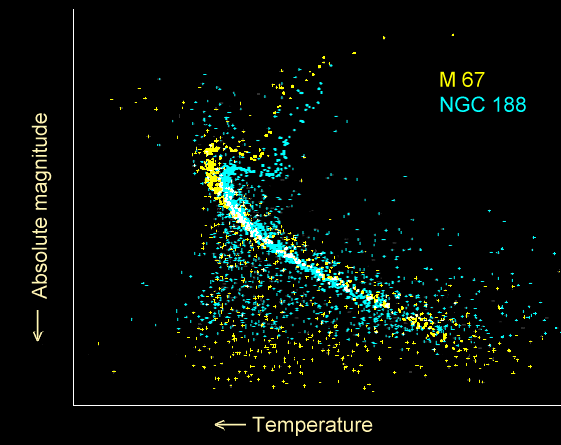
M67和NGC 188這兩個疏散星團的赫羅圖，顯示了不同年齡的主序帶轉折點。

主序轉折點是在赫羅圖主序帶上的恆星耗盡主要的核燃料，岔離主序帶的點（位置）。
通過繪製星團赫羅圖，在主序帶上呈現的恆星轉折點，可以估計星團的年齡。

## 沒有轉折點的主序星
紅矮星，也稱為M型恆星，是質量為0.08-0.40太陽質量的恆星。它們有足夠的質量通過質子﹣質子鏈反應維持氫到氦的核融合，但它們沒有足夠的質量來產生將氦融合成碳、氮或氧所需的溫度和壓力（見碳氮氧循環）。然而，它們所有的氫都可以用於核融合，低溫和低壓意味著其壽命以兆年為單位。例如，一顆0.1太陽質量的恆星壽命是六兆年。這個壽命大大超過了宇宙當前的年齡，因此所有紅矮星都還是主序星。儘管壽命極長，但這些恆星最終還是會耗盡燃料。一旦所有可用的氫都融合，恆星核合成停止，剩餘的氦通過輻射緩慢冷卻。引力使恆星收縮，直到電子簡並壓力補償即成為白矮星，並脫離主序帶。